# 愛宕町 (甲府市)
愛宕町（あたごまち）は、山梨県甲府市の町名。
甲府城の北東、愛宕山の西斜面の裾野に位置する。

## 歴史
江戸時代には上府中二六町の一町で、南北に延びる通りを中心とした町人地だった。西側は藤川を隔てて武家地の納戸小路、南側は藤川の架橋を介して下府中の境町と隣接していた。
明治以降は市街化が進み、商業地・住宅地となる。

## 施設
- 愛宕神社